# Charlotte Douglas nemzetközi repülőtér
A Charlotte Douglas nemzetközi repülőtér (IATA: CLT, ICAO: KCLT) az Amerikai Egyesült Államok egyik jelentős nemzetközi repülőtere. Észak-Karolina államban, Charlotte városában található. Éves utasforgalma 47 758 605 fő (2022).

## Futópályák
A repülőtér futópályái:
- 05/23 (7502 ft, 150 ft)
- 18C/36C (10 000 ft, 150 ft, beton)
- 18L/36R (8677 ft, 150 ft)
- 18R/36L (9000 ft, 150 ft, beton)

## Forgalom
Az utasforgalom az elmúlt években az alábbi módon változott:
| Utasok száma | 22 947 613 | 23 177 555 | 25 534 374 | 29 693 949 | 34 536 666 | 41 228 372 | 44 876 627 | 45 909 899 | 27 205 082 | 53 446 295 |
|              | 1998       | 2001       | 2004       | 2006       | 2009       | 2012       | 2015       | 2017       | 2020       | 2023       |